# Microdon aureus
Microdon aureus är en tvåvingeart som beskrevs av Hull 1944. Microdon aureus ingår i släktet myrblomflugor, och familjen blomflugor.
Artens utbredningsområde är Ecuador. Inga underarter finns listade i Catalogue of Life.